# Grindadráp

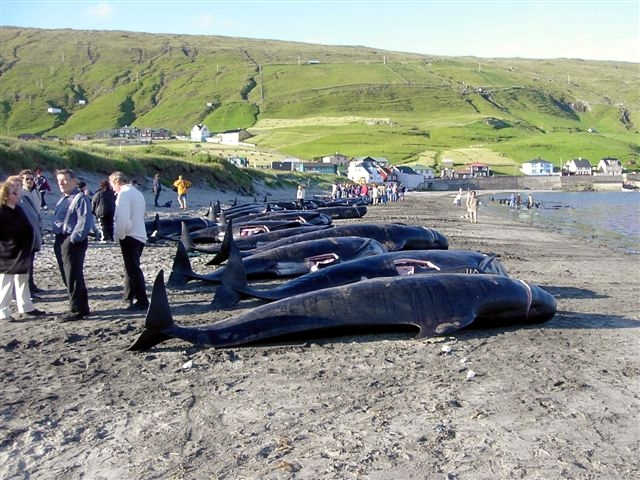
Globicefali (Globicephala melas) morti sulla spiaggia di Hvalba, sull'isola di Suðuroy, l'11 agosto 2005.

Il grindadráp (pronuncia faroese: [ˈɡɹɪndaˌdrɔap]) è la tipica caccia ai cetacei delle Fær Øer. È una delle maggiori risorse economiche del XX secolo di queste isole.
Quest'attività è stata approvata dalle autorità faroesi ma non dalla Commissione internazionale per la caccia alle balene. Circa 950 globicefali (Globicephala melas spesso denominati balena pilota, e in inglese balena dalle pinne lunghe) vengono uccisi ogni anno, molti dei quali durante l'estate. Più raramente vengono cacciate specie come le balene dal naso a bottiglia (Hyperoodon ampullatus) e delfini dai fianchi bianchi atlantici (Lagenorhynchus acutus). La caccia alle balene non è un'attività commerciale e tutti possono parteciparvi. Inizialmente i cacciatori di balene le cacciavano a bordo di barche disposte nell'acqua in posizione circolare. Oggi le barche si dispongono sparse nelle baie o nei fiordi.
La maggior parte dei faroesi considerano importante questa caccia: infatti, essendo una tradizione molto antica, gli abitanti pensano che vada mantenuta. Nonostante tutto, molte comunità lottano per la tutela di questi mammiferi marini.

## Origine del nome

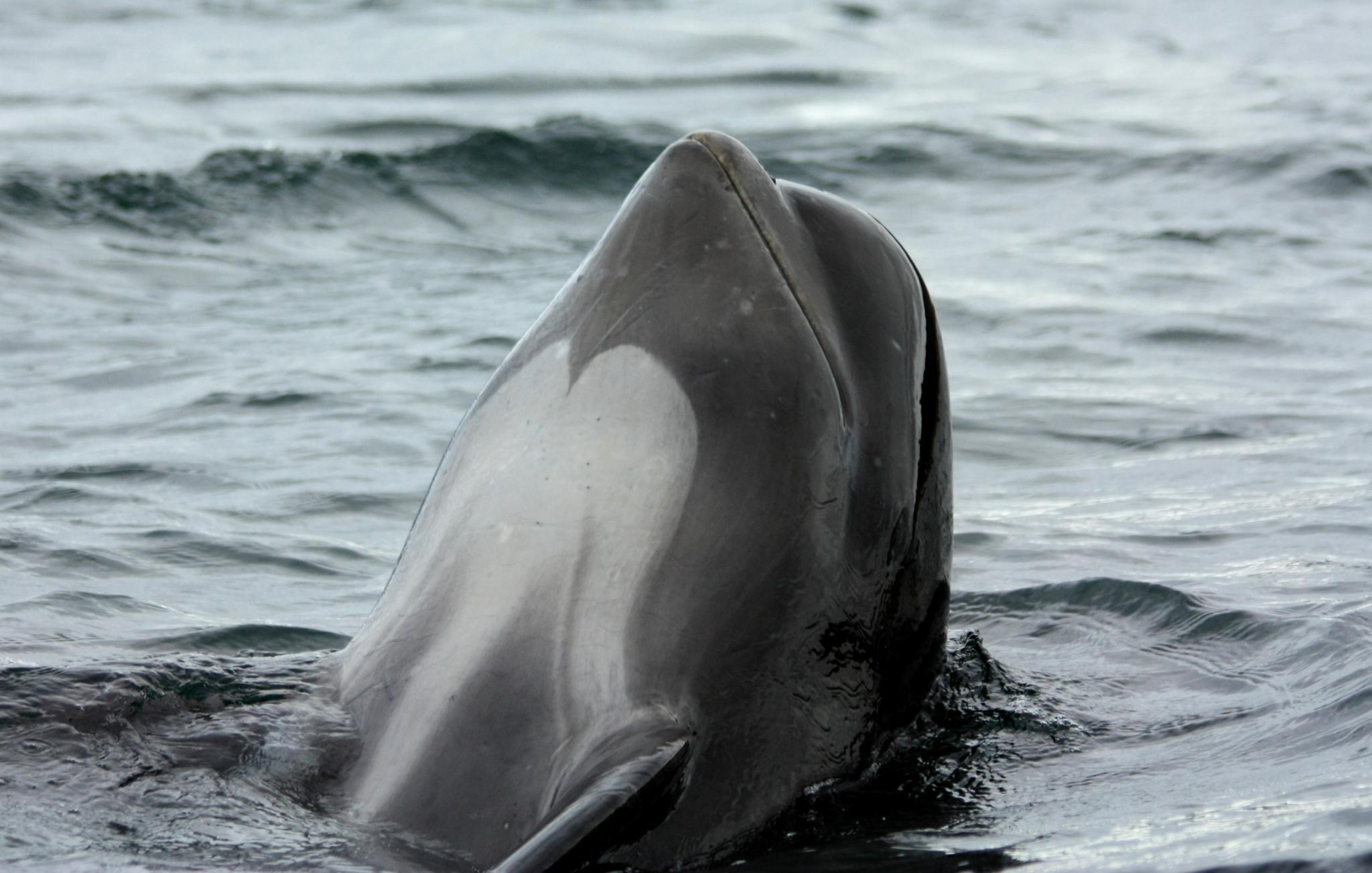
Un Globicephala melas emerge dalle acque, un comportamento denominato spyhopping.

In lingua faroese la parola grind (prefisso di grindadráp) può avere diversi significati. Con l'espressione ein grind si può intendere un branco di balene. Il plurale, grindir, invece, indica due o più branchi di balene. Ma il grind è anche un avvenimento odierno degli abitanti faroesi. La parola grind deriva dalla lingua norrena. In lingua faroese balena si dice grindahvalur o grindafiskur, letteralmente pesce-grind. Dráp significa invece uccisione o macello. Quindi, la giusta traduzione di grindadráp sarebbe uccisione della balena o macello della balena. Comunque, tradizionalmente la parola grindadráp viene resa in italiano come caccia alla balena.
Nell'antichità, quando si avvistava un branco di balene, si urlava grindaboð. Le parole grind e boð significano rispettivamente balena e urlo. Quindi, la traduzione letterale sarebbe messaggio-grind, ovvero messaggio balena; o ancora, forse più correttamente, notizia-di-grind, cioè notizia di balena, "Eccola".

## Storia
La caccia alle balene è un'attività svolta da diversi secoli. Essa era inizialmente molto sviluppata in Islanda, sulle isole Ebridi, sulle isole Shetland e sulle isole Orcadi.
Insediamenti, che sono stati fondati dai Norreni dal XII secolo, come Norðragøta, mostrano che nell'antichità la caccia alle balene era molto importante per la sopravvivenza economica della famiglia. Inoltre la carne e il grasso di balena costituiva una buona parte della dieta degli antichi faroesi. Il grasso, in particolare, divenne molto importante per la trasformazione in olio, il quale veniva usato per l'illuminazione e per altri scopi. La pelle veniva infine utilizzata per la produzione di corde e funi.
Per la tutela delle balene nel medioevo furono stese delle leggi. Alcune citazioni di queste norme sono state ritrovate in Norvegia; il documento legislativo più antico ritrovato sulle isole Fær Øer, chiamato "Sheep Letter", risale al 1298. Esso include leggi che limitano il numero di uccisioni di balene.

## La caccia
La caccia alla balena delle Faroe, o grindadráp, viene svolta in vari passaggi. Prima di tutto bisogna avvistare un branco di balene nei pressi di una spiaggia autorizzata. Una volta avvistata, si chiamano altre imbarcazioni che circondano il branco e lo spingono a riva. Infine ogni balena viene spiaggiata, uccisa e lavorata.

### Avvistamento
Per la caccia alla balena è stato escogitato un sistema molto efficace. Il reverendo Lucas Jacobsøn Debes migliorò e mise in atto questo sistema, il quale fu utilizzato sin dal XVII secolo ad oggi. Il sistema antico consisteva nell'avvistare un branco di balene e, una volta fatto questo, avvisare gli abitanti nei dintorni. A quel punto, con un fuoco si avvisavano anche gli abitanti delle isole vicine, che accorrevano per l'elaborazione della balena cacciata.
Questo sistema è considerato il più antico tra tutti. Questo perché occorrevano molte più persone e di conseguenza molte più barche per uccidere un branco di balene rispetto agli altri metodi. Oggi, comunque, la notizia dell'avvistamento di una balena viene diffuso nei dintorni attraverso cellulari e altri mezzi di comunicazione moderni.

### Localizzazione

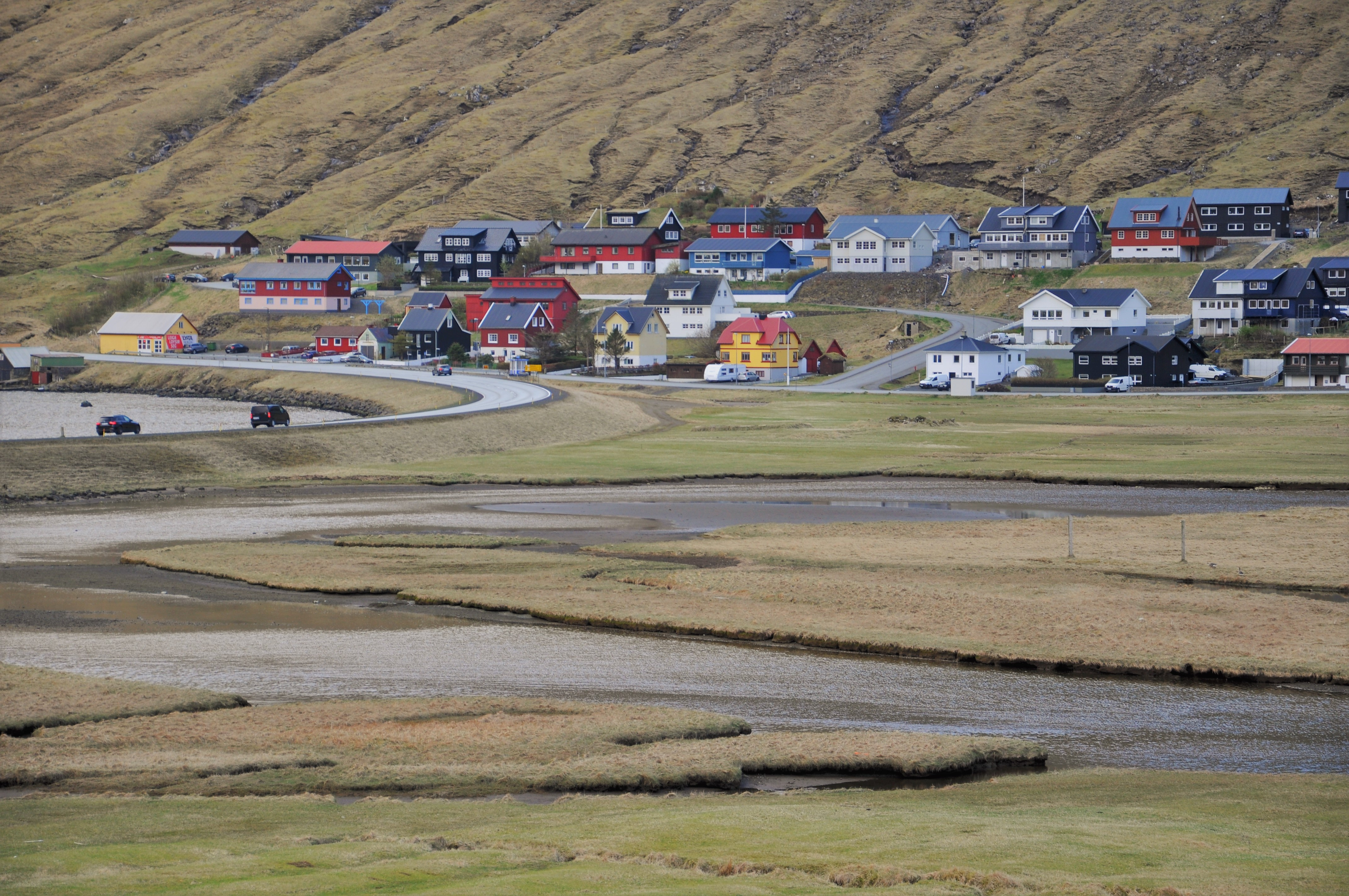
Il piccolo villaggio di Hvalvík (letteralmente baia delle balene) sull'isola di Streymoy è noto per la sua fiorente attività di caccia alle balene.

La localizzazione scelta per la caccia alla balena è ovviamente scelta in base al numero di animali presenti nella zona. È illegale uccidere balene in posti con condizioni inappropriate, ad esempio con villaggi e città nei pressi. Il fondale marino dev'essere in pendenza dalla riva al largo, senza buche più profonde o rialzi per una buona caccia alla balena. Infatti, un fondale leggermente in pendenza è l'ottima condizione per trascinare alla riva una balena intrappolata senza rovinarla. Quando si avvista un branco di balene, le barche si avvicinano ad esse per intrappolarle, e questo, per una buona caccia, deve avvenire all'estremità di una baia o di un fiordo. Sulle isole Fær Øer ci sono 17 città e villaggi in grado di ospitare una buona caccia alle balene, e pertanto sono legali per quest'attività. Questi sono Bøur, Fámjin, Fuglafjørður, Syðrugøta, Húsavík, Hvalba, Hvalvík, Hvannasund, Klaksvík, Miðvágur, Norðskáli, Sandavágur, Sandur, Tórshavn, Tvøroyri, Vágur e Vestmanna. Queste città sono alcune tra i maggiori posti in cui vengono uccise le balene secondo le statistiche, iniziate nel 1854, che continuano fino a oggi.

### Regolamento
Negli inizi del XIX secolo, nel Parlamento faroese (Løgting) si decise di rendere le regole sulla caccia alle balene più rigide. Il 4 giugno 1907 il Parlamento danese (in lingua faroese amtmaður) stese una bozza di legge per evitare l'estinzione delle balene. Negli anni seguenti, queste leggi persero importanza, ma nel 1932 fu istituita la prima regola nelle isole Fær Øer sulla protezione delle balene. Dopo questo avvenimento, ogni parte di svolgimento della caccia alle balene fu adattata in base alle leggi. Questo non solo fece in modo che fossero uccise meno balene, ma aiutò anche a conservare la tradizione di un tempo, quando non si riusciva a cacciare tante balene per carenza di tecnologie. Nel regolamento è compreso l'utilizzo degli abiti antichi, che però sono scomodi e inappropriati.

### Distretti

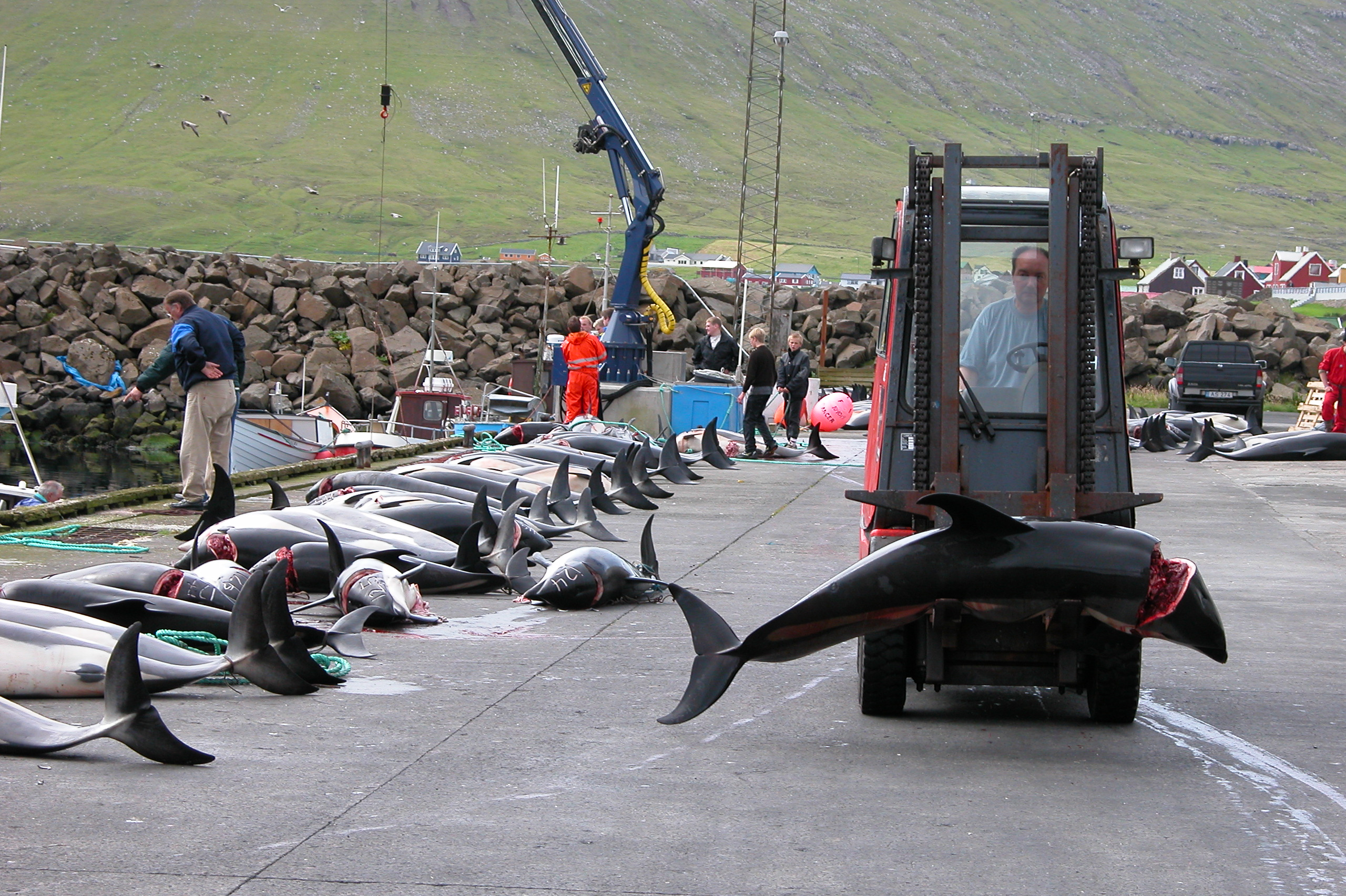
Le balene dalla spiaggia di Hvalba vengono trasportate nelle apposite industrie per la loro lavorazione.

Dal 1832 le isole Fær Øer sono divise in distretti per spartire la caccia alle balene omogeneamente e per evitare un numero eccessivo di uccisioni di questi animali. Le balene vengono trasportate nelle apposite industrie, presenti in tutti i distretti, in modo tale che i residenti abbiano una possibilità di lavoro.

### Supervisione
Prima della messa in atto della legge del 1948, il Parlamento danese aveva la responsabilità di supervisione delle balene nelle isole Fær Øer. Oggi la supervisione è responsabilità del governo delle Fær Øer. Il governo ha l'incarico di assicurare che siano rispettati i regolamenti e le disposizioni relative alla caccia della balena pilota. Nella pratica, ogni caccia si svolge sotto la supervisione di un rappresentante locale del potere legislativo che è responsabile della preparazione, della caccia vera e propria e della distribuzione del pescato.

### La caccia vera e propria
Gli elementi che costituiscono la caccia alla balena sono ami, funi e strumenti per la misurazione delle balene. Una barca equipaggiata in questo modo è sicuramente riservata a questa attività. La barca per la caccia alla balena non è come la tradizionale piccola imbarcazione faroese, ma neanche un grande veicolo come quelli riservati alla guardia costiera, e non contengono i moderni macchinari. La barca per la caccia alla balena è semplicemente descritta come una piccola barca, la quale è inoltre usata per la lavorazione del pescato.

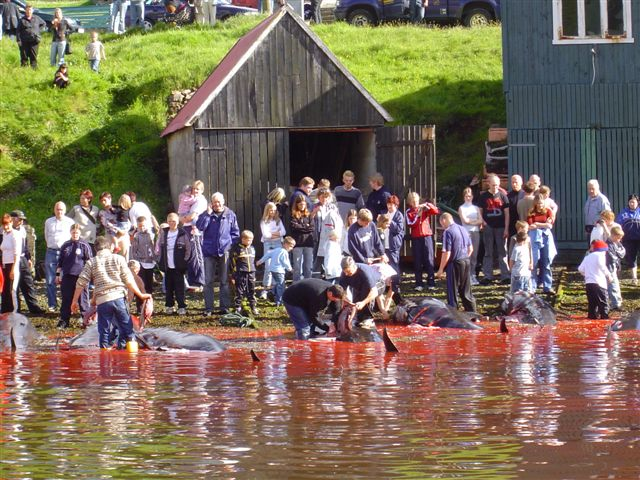
Come è stato deciso dalla legge, qui, a Vágar, sull'isola di Suðuroy, degli uomini tirano a riva i delfini cacciati. Foto del 28 giugno 2004.

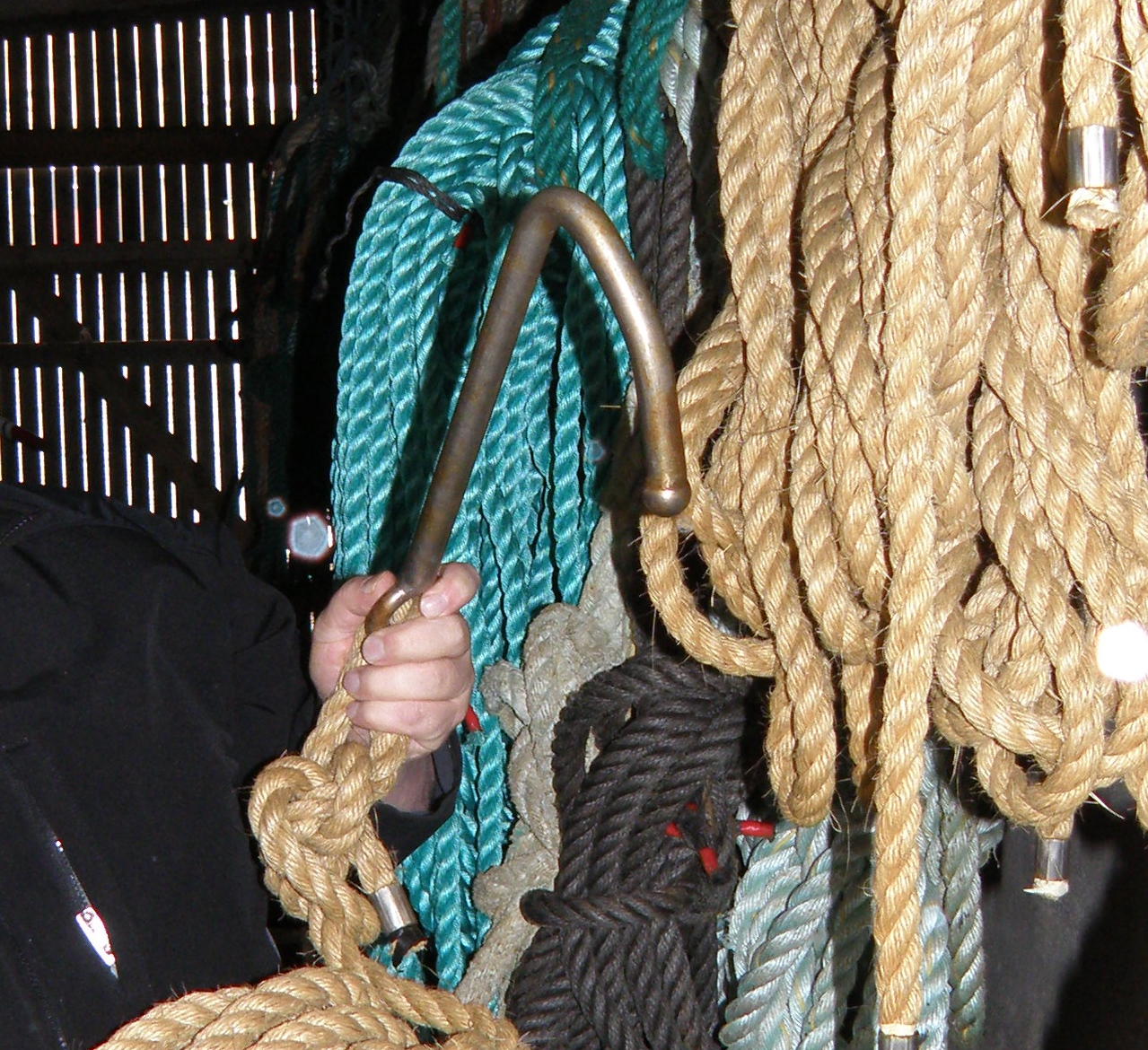
Blásturongul

Quando i cacciatori incontrano una balena, non hanno la possibilità di spostarla. Si ha questo diritto solo quando si incontra, in un fiordo o in una baia, un branco di balene, e ovviamente quando le condizioni marine lo permettono. Tra il codice di leggi sulla caccia alla balena, c'è una regola che dice che se si incontra un branco di balene lo si può incastrare e portare a riva. Per condurre verso la riva il branco di cetacei, le barche formano un semicerchio. Al segnale del caposquadra del gruppo di cacciatori, delle pietre vengono lanciate nell'acqua dietro il branco di cetacei, così si è più facilitati a spostare i cetacei fino alla spiaggia, dove verranno poi trasportati nelle fabbriche per il loro lavoro. Non è permesso, nell'oceano aperto, acchiappare le balene con una fune. Lo spostamento di un branco di balene deve sempre avvenire sotto la supervisione di un'autorità del luogo.
I cetacei che non vengono arenati sulla spiaggia sono spesso sottoposti, ancora vivi, all'estrazione del grasso con un oggetto affilato (chiamato in lingua faroese sóknarongul), dopodiché vengono tirati a terra. Ma, dopo l'accusa di maltrattamento di animali, i cacciatori faroesi hanno iniziato a usare oggetti che permettono alla preda di morire prima, per non farla soffrire troppo (questo oggetto in lingua faroese si chiama blásturongul). Oggi questo utensile viene utilizzato solo per arenare questi cetacei sulla spiaggia. Gli oggetti più primitivi, che furono inventati nel 1993, furono accettati, ma sostituiti da ulteriori utensili più efficaci e moderni, ma ugualmente crudeli, come i comuni trapani. Comunque, gruppi contro la caccia alla balena come Greenpeace e l'Associazione per la tutela dei delfini e delle balene (WDCS) richiedono la diminuzione di uccisione di animali; Sea Shepherd effettua campagne in difesa dei globicefali ed esercita pressioni per porre fine al massacro dei cetacei.
Inoltre, nel 1985, le isole Fær Øer hanno vietato l'uso di strumenti come arpioni e lance per l'attività di caccia alla balena, considerati non necessari, ma anche crudeli, perché non uccidono subito la vittima, ma la fanno soffrire.
Dopo aver arenato i cetacei sulla spiaggia, i cacciatori tagliano il dorso delle prede presso la spina dorsale con uno speciale coltello, chiamato in lingua faroese grindaknívur. Date le circostanze, questo coltello è considerato il miglior modo per uccidere una balena, perché la uccide subito senza farla soffrire tanto tempo. Naturalmente, neanche con questo metodo, la morte è istantanea. Dopo aver tagliato la balena, essa può essere ancora viva pochi secondi o pochi minuti. La media aritmetica che è stata calcolata è di circa 12,7minuti. Template:Fonte: Jústines Olsen, the Senior Veterinarian at the Faroe Veterinary Service

### Dopo la caccia

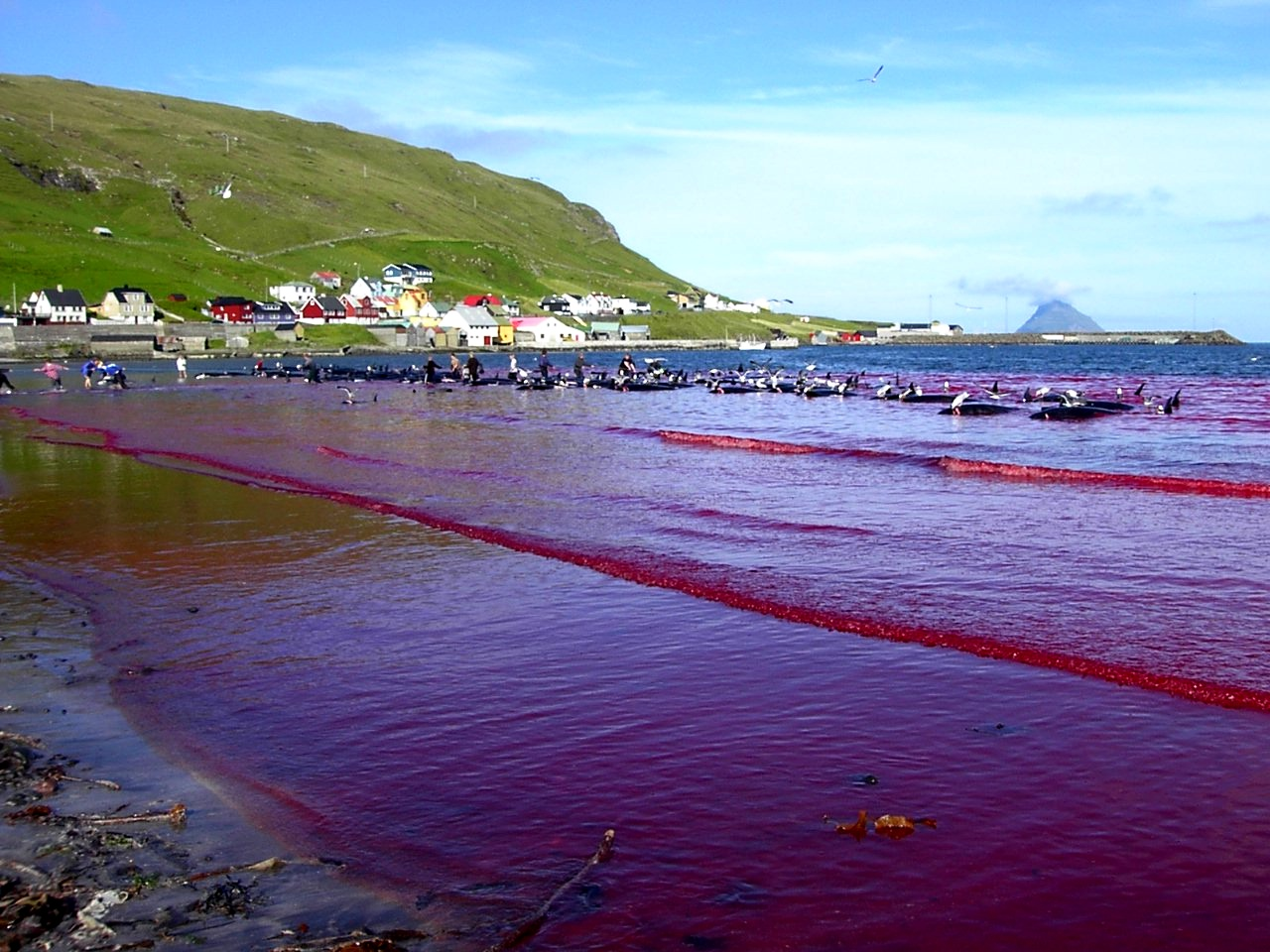
A Hvalba, dopo la caccia alla balena, come in ogni posto, il mare diventa rosso per effetto del sangue.

Durante il taglio alla spina dorsale di una balena, le loro maggiori arterie vengono recise. Questo causa una colorazione del mare circostante rosso-sangue. Questo causa molte polemiche e critiche da parte di gruppi per la tutela dei cetacei.
Da quando armi da fuoco, arpioni e lance non vengono più usate in questa attività, ogni cetaceo deve essere ucciso individualmente sulla battigia utilizzando l'apposito coltello.
Ólavur Sjúrðaberg, presidente dell'associazione faroese dei cacciatori di balene, descrive la caccia alla balena in questo modo: "Sono sicuro che nessuno uccida i propri animali senza sentirsi scosso. È una cosa che vuoi essere fatta nel modo più rapido possibile e con la minima sofferenza per l'animale [...] Posso ben capire le forti reazioni che la gente ha nei confronti delle immagini della caccia alla balena nelle Faroe, ma ogni tipo di carne era prima una creatura vivente che qualcuno ha dovuto uccidere per poterla avere nel piatto. La gente sembra dimenticare questa semplice realtà della vita".

## Trasformazione in cibo
La maggior parte della dieta tradizionale faroese è costituita da carne. Questo perché le isole Fær Øer, avendo un clima freddo, poco soleggiato ed estremamente ventoso, non consentono un buono sviluppo dell'attività agricola. Durante l'inverno, i faroesi mangiano per lo più carne salata o cibo essiccato (comprendente pesci, carni - per la maggior parte di pecora-, uccelli e balene). Questo ha fatto sì che, per gli abitanti degli Stati del Nord Atlantico, la balena fosse una grande e pregiata risorsa alimentare tradizionale.

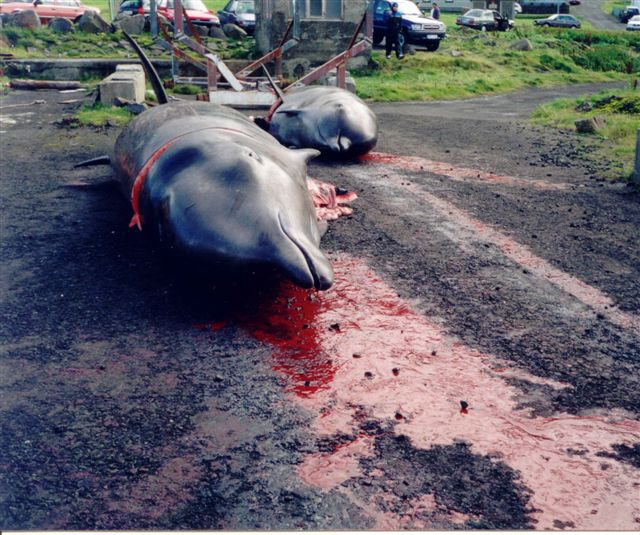
Balene (Hyperoodon ampullatus) tagliate con il grindaknívur, lo speciale coltello usato dai cacciatori di balene faroesi. Foto scattata a Vágur, sull'isola di Suðuroy.

Il grasso e la carne delle balene vengono prevalentemente mangiate, in queste isole, nelle case più antiche. Questo ha fatto in modo che la carne non venisse venduta al supermercato, ma ridistribuita gratuitamente tra gli abitanti del luogo. Benché le isole Fær Øer esportino pesce, la balena non viene commercializzata (a differenza di quanto avviene, ad esempio, in Islanda). Su circa 956 balene (dati medi tra il 1990 e il 1999), cioè 500 tonnellate di carne e grasso, il 30% è prodotto nell'arcipelago.
La carne e il grasso delle balene rappresentano una specialità tipica faroese. Fino allo scorso secolo, questo cibo costituiva la maggior parte della dieta degli abitanti dell'arcipelago. Carne e grasso possono essere cucinati in vari modi, il più famoso dei quali è grind og spik. Quando è ancora fresca, la carne viene bollita e servita tagliata in fette. La bistecca di balena in lingua faroese è chiamata grindabúffur. Carne, grasso e patate in buccia vengono messi in una pentola e fatti cuocere per circa un'ora. Sottili fette di grasso sono tipicamente accompagnate al pesce essiccato.
Per conservare il cibo, un tempo, sulle isole Fær Øer, si salava o si lasciava all'aria aperta in modo da essiccarlo. Oggi, più frequentemente, si lascia in freezer. Il modo tradizionale è meno utilizzato, ma comunque, di rado, è ancora attivo, soprattutto nei villaggi più piccoli.
I turisti che visitano l'arcipelago, e che vogliono assaggiare le specialità del posto, possono degustarle nelle varie feste, soprattutto estive, in cui carne e grasso di balena vengono venduti per le strade delle città e dei villaggi.
Nel giugno 2011 la Faroese Food and Veterinary Authority ha prodotto un documento ufficiale nel quale suggerisce agli adulti, viste le alte dosi di mercurio e PCB presenti nei cetacei, di non assumere carne di balena più di una volta al mese e di non mangiarne reni e fegato; consiglia inoltre alle donne che desiderano una gravidanza di astenersi completamente dal consumare grasso di balena e a quelle in gravidanza o in allattamento di astenersi totalmente dal consumo della loro carne.

## Importanza culturale
La caccia alla balena occupa una parte importante nella cultura faroese. Gli uomini faroesi ritengono che l'attività di grindadráp  faccia sentire faroesi. Le donne non prendono parte all'attività, ma sono favorevoli a quanto dicono i maschi.
Nell'arte e nella letteratura faroese, la parola grindadráp ha diversi significati. Grindadráp è anche un dipinto di Sámal Joensen-Mikines. Questo quadro, insieme ad altre opere dell'artista, è conservato nel museo di Tórshavn, la capitale dell'arcipelago indipendente. Il Governatore delle isole Fær Øer del XIX secolo fu il danese Christian Pløyen scrisse la canzone Pilot Whaling, in lingua danese.
Questi antichi versi (circa 1835) oggi non sono più cantati dai faroesi. Nella maggior parte del mondo (Danimarca inclusa) sono considerati troppo rétro per lo stile d'oggi.

## Statistiche

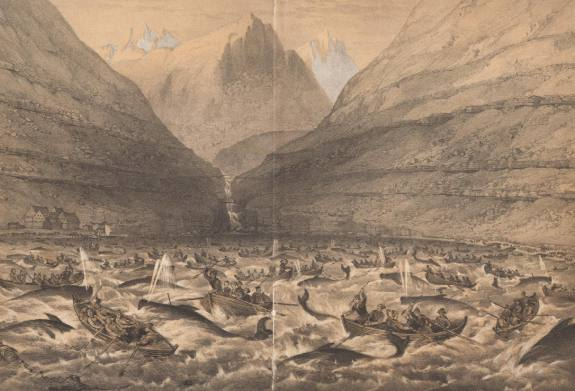
Caccia alla balena a Vestmanna raffigurata in un documento del 1854.

Documenti sulla caccia alla balena esistono dal 1584; le statistiche sulle uccisioni, invece, sono state svolte ininterrottamente dal 1709, anno facente parte del periodo in cui la caccia agli animali era molto sviluppata, ritenuta un hobby, a oggi.
La pesca è conosciuta, in lingua faroese, come skinn, il quale nome era più anticamente un indicatore nell'agricoltura. Uno skinn equivale a 38 chilogrammi di carne di balena e più di 34 chilogrammi di grasso: in totale sono 72.
Le balene uccise ogni anno vengono registrate.
| Periodo   | Spostamenti | Balene uccise | Skinn     |
| --------- | ----------- | ------------- | --------- |
| 1709–1950 | 1 195       | 178 259       | 1 360 160 |
| 1951–1960 | 122         | 18 772        | 99 102    |
| 1961–1970 | 130         | 15 784        | 79 588    |
| 1971–1980 | 85          | 11 311        | 69 026    |
| 1981–1990 | 176         | 18 806        | 108 714   |
| 1991–2000 | 101         | 9 212         | 66 284    |
| 2001      | 11          | 918           | 7 447     |
| 2002      | 10          | 626           | 4 263     |
| 2003      | 5           | 503           | 3 968     |
| 2004      | 9           | 1 010         | 8 276     |
| 2005      | 6           | 302           | 2 194     |
| 2006      | 11          | 856           | 6 615     |
| 2007      | 10          | 633           | 5 522     |
| 2008      | N/A         | 0             | N/A       |
| 2009      | 3           | 310           | N/A       |
| 2010      | N/A         | 1 107         | N/A       |
| 2011      | 16          | 726           | N/A       |
| 2012      | 10          | 713           | N/A       |
| 2013      | N/A         | 1 104         | N/A       |
| 2014      | N/A         | 48            | N/A       |
| 2015      | N/A         | 492           | N/A       |

Fonte: Caccia alla balena sulle isole Fær Øer.

## Minaccia alle balene

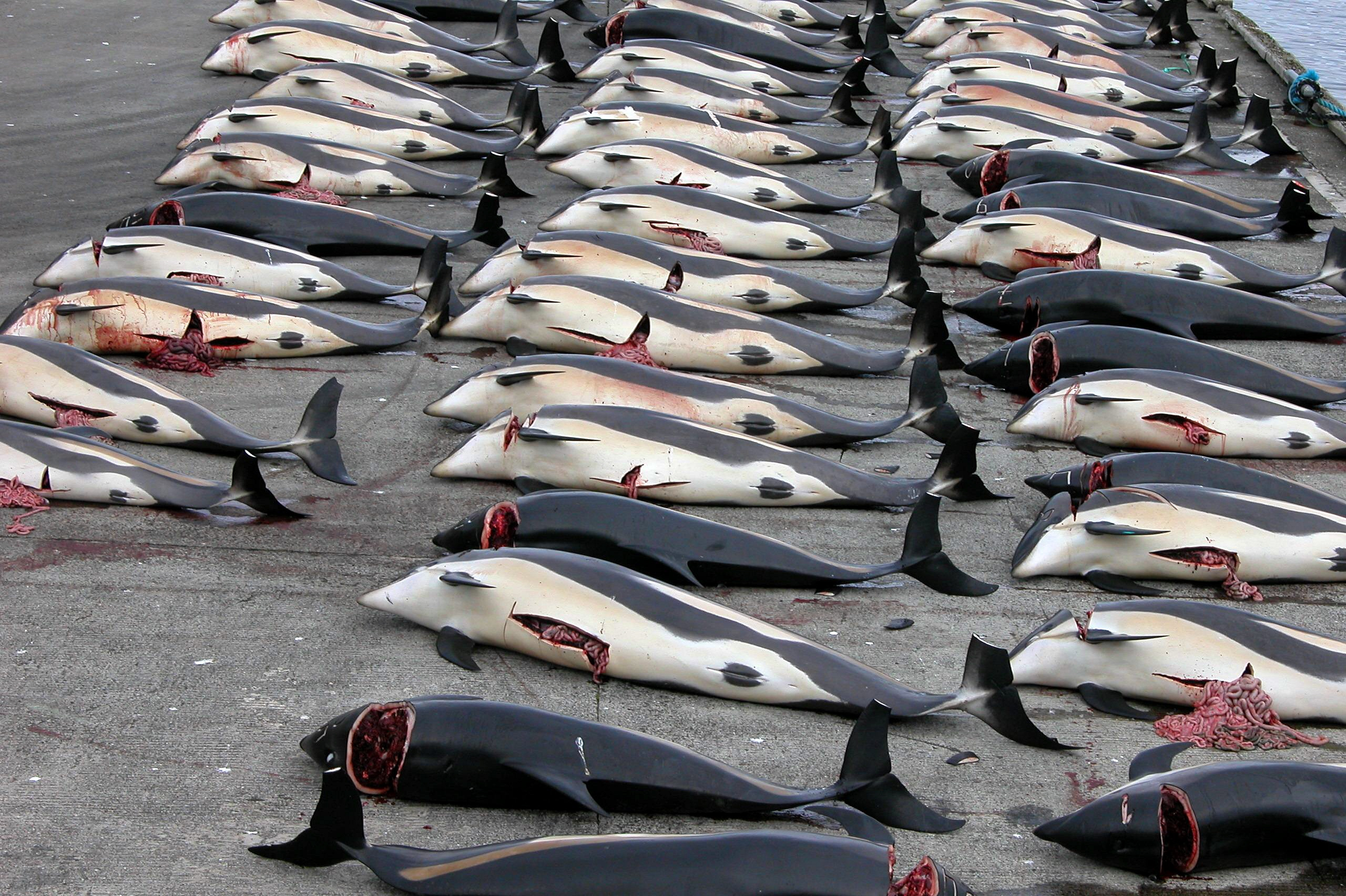
Delfini del nord Atlantico su cemento, a Hvalba. Foto del 26 agosto 2006.

Secondo la lista IUCN di specie minacciate, quella dell'Unione Internazionale per la Conservazione della Natura (IUCN), le balene pilota del nord-Atlantico non sono minacciate. Per IUCN 778.000 balene si trovavano nell'Oceano Atlantico settentrionale nel 1992. Associazioni favorevoli alla caccia alla balena, come la commissione marina dei mammiferi del nord Atlantico, ritengono che la caccia alla balena sia una tradizione da non perdere.
Dal 1997 al 1999, 956 balene all'anno furono uccise, quindi poco più dello 0.1% della popolazione totale.
Nonostante i dati ufficiali, molti gruppi ecologisti sostengono che la caccia sia una grave minaccia alla popolazione dei globicefali, perché ritengono poco affidabile il dato sulla quantità totale di questi animali.
A sostegno di questa tesi, ormai ampiamente riconosciuta, vi è l'evidenza che ad essere trucidati siano rimasti quasi solo delfini.
Inoltre le balene, grazie a ciò che comunemente viene chiamato “ciclo del ferro”, contribuiscono in modo significativo alla produzione di ossigeno.

## Critiche

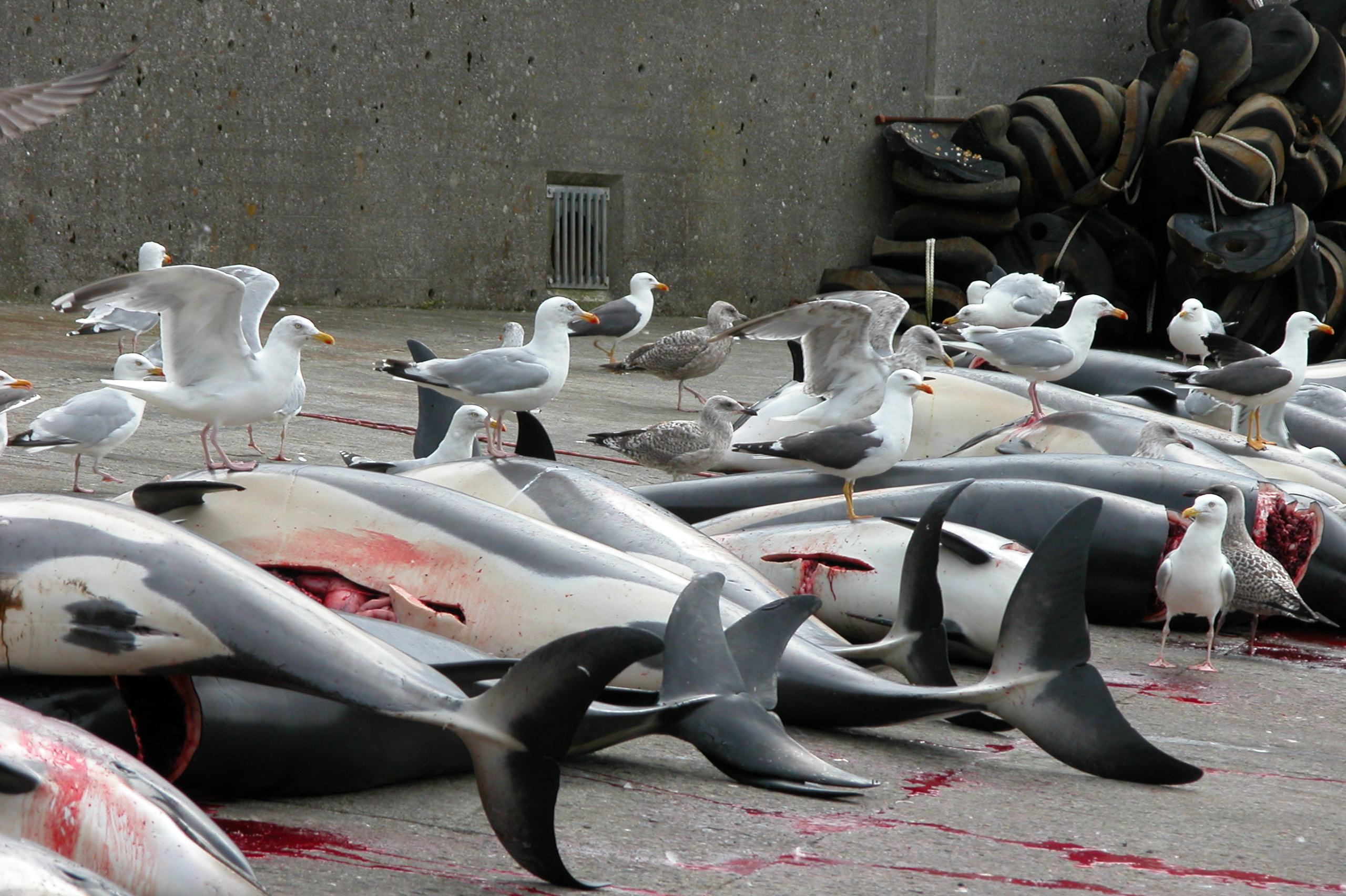
Balene morte a Hvalba, il 26 agosto 2006.

Sono state scattate molte fotografie durante le attività di caccia alla balena, molte delle quali riportano il mare color rosso sangue causato dalle balene uccise in acqua. Queste immagini, riportate periodicamente dai quotidiani di tutto il mondo ad opera principalmente di una campagna ambientalista promossa da Sea Shepherd a partire da anni recenti (intorno al 2010), hanno causato molte critiche e quindi hanno dato origine ad associazioni per la protezione di questi animali, come la commissione internazionale per la caccia alle balene e la commissione marina dei mammiferi del nord Atlantico (anche NAMMCO).
Molti faroesi (anche se non la totalità della popolazione) ritengono che cacciare i cetacei sia una cosa complessivamente positiva per mantenere la propria tradizione, che è presente nella loro comunità da secoli e che ne assicurerebbe la sopravvivenza indipendente dal commercio con l'estero e anche nell'epoca futura "post picco del petrolio". Con questa motivazione i faroesi si giustificano contro le varie associazioni per la protezione degli animali, come anche Greenpeace che ritiene che la caccia alla balena sia un inutile insieme di uccisioni. In secondo luogo, questa popolazione, cacciando i cetacei, ha sviluppato una tradizione culinaria originale.
Nonostante la Danimarca si sia dichiarata contraria a questa strage, una trasmissione televisiva italiana (Le Iene) ha documentato che durante le attività di caccia sono presenti alcune motovedette della marina danese con funzioni di controllo e che la polizia locale arresta chi si oppone, protesta o registra la strage dei delfini.